# Kami-Amakusa
Kami-Amakusa (上天草市 Kami-Amakusa-shi?) es una ciudad en la prefectura de Kumamoto, Japón, localizada en las  islas Amakusa, a suroeste de la isla de Kyūshū. El 1 de marzo de 2021 tenía una población estimada de 23 973 habitantes y una densidad de población de 189 personas por km².

## Geografía
Kami-Amakusa se encuentra en la parte oriental de las islas Amakusa, al oeste de la prefectura de Kumamoto. La ciudad comprende la parte oriental de la isla de Kamishima, así como las islas de Ōyanojima, Yushima, Hinoshima y varias islas más pequeñas ubicadas en el noroeste del mar de Yatsushiro y el sur del mar de Ariake.

## Historia
La ciudad moderna de Kami-Amakusa fue establecida el 31 de marzo de 2004, a partir de la fusión de los pueblos de Himedo, Matsushima, Ōyano y Ryūgatake (todas del distrito de Amakusa).

## Demografía
Según los datos del censo japonés, la población de Kami-Amakusa ha disminuido constantemente en los últimos 60 años.
| Gráfica de evolución demográfica de Kami-Amakusa entre 1940 y 2015 |
|                                                                    |
| Oficina de Estadísticas de Japón                                   |